# Vuelo 1248 de Southwest Airlines
El vuelo 1248 de Southwest Airlines era un vuelo regular de pasajeros de Baltimore, Maryland, a Chicago, Illinois, con destino a Salt Lake City, Utah, y posteriormente a Las Vegas, Nevada. El 8 de diciembre de 2005, el avión se salió de la pista del Aeropuerto Internacional Midway de Chicago al aterrizar en medio de una tormenta de nieve y se estrelló contra el tráfico, causando la muerte de un niño de seis años, Joshua Woods.

## Descripción

### Aeronave

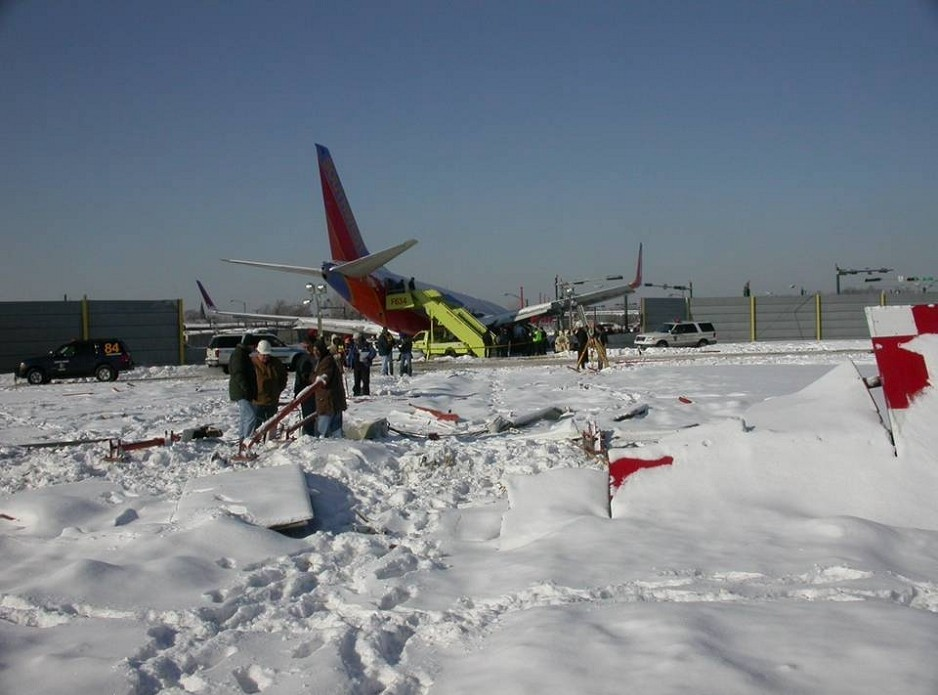
Otra vista del accidente.

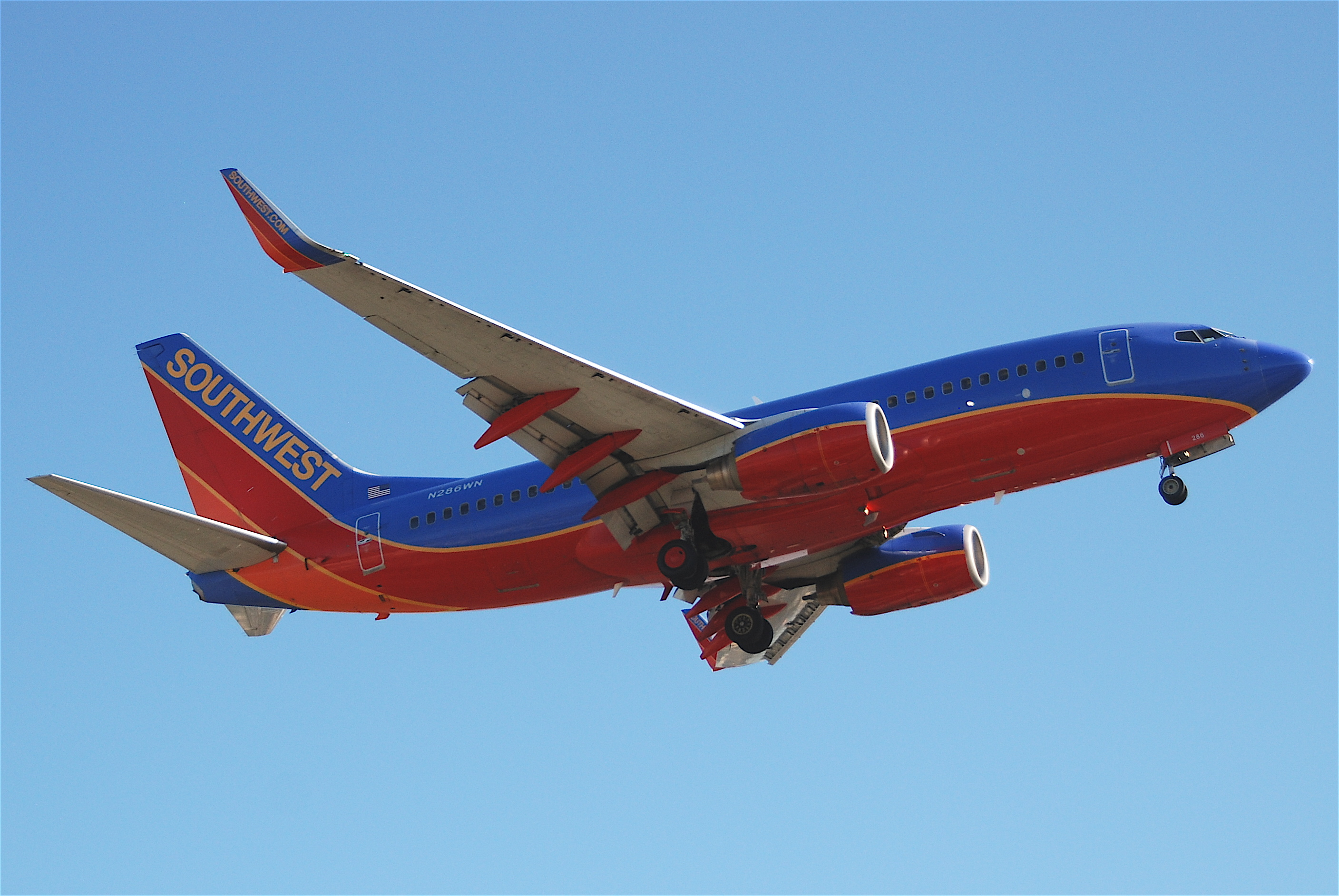
N471WN, fotografiado el 8 de octubre de 2011, después de ser reparado y matriculado nuevamente como N286WN.

La aeronave involucrada era un Boeing 737-7H4 de un año de antigüedad, con número de serie 32471, originalmente matriculado como N471WN.Fue construido por Boeing Commercial Airplanes en 2004 y acumulaba 5273 horas de fuselaje en 2901 ciclos de despegue y aterrizaje. Estaba propulsado por dos motores turbofán CFM International CFM56-7B24.: 20 Después de realizar las reparaciones, Southwest Airlines volvió a matricular el avión como N286WN en septiembre de 2006.

### Tripulación
Al mando estaba el capitán Bruce Sutherland, de 59 años, que había sido piloto de la Fuerza Aérea de los Estados Unidos de 1969 a 1995. Se unió a Southwest Airlines en agosto de 1995 y había registrado 15.000 horas de vuelo, incluidas 4.500 horas en el Boeing 737. El primer oficial era Steven Oliver, de 34 años, que había estado trabajando para la aerolínea desde febrero de 2003, habiendo servido previamente como capitán de Mesaba Airlines de 1997 a 2003. El primer oficial tenía 8.500 horas de vuelo (con 4.000 de ellas como capitán), con 2.000 de ellas en el Boeing 737. Ninguno de los pilotos había estado involucrado en ningún accidente o incidente antes del vuelo 1248.: 6–8 
El capitán Sutherland era el piloto a los mandos (PF) y el primer oficial Oliver era el piloto supervisor (PM).: 1 

## Accidente
El jueves 8 de diciembre de 2005, el vuelo 1248 de Southwest Airlines tenía previsto llegar al Aeropuerto Internacional Midway de Chicago desde el Aeropuerto Internacional Thurgood Marshall de Baltimore-Washington, para luego continuar hacia el Aeropuerto Internacional de Salt Lake City y posteriormente al Aeropuerto Internacional Harry Reid de Las Vegas. El avión sobrevoló varias veces una pequeña zona del noroeste de Indiana antes de intentar aterrizar en medio de una tormenta de nieve: 1 que redujo la visibilidad a menos de una milla.: 9 

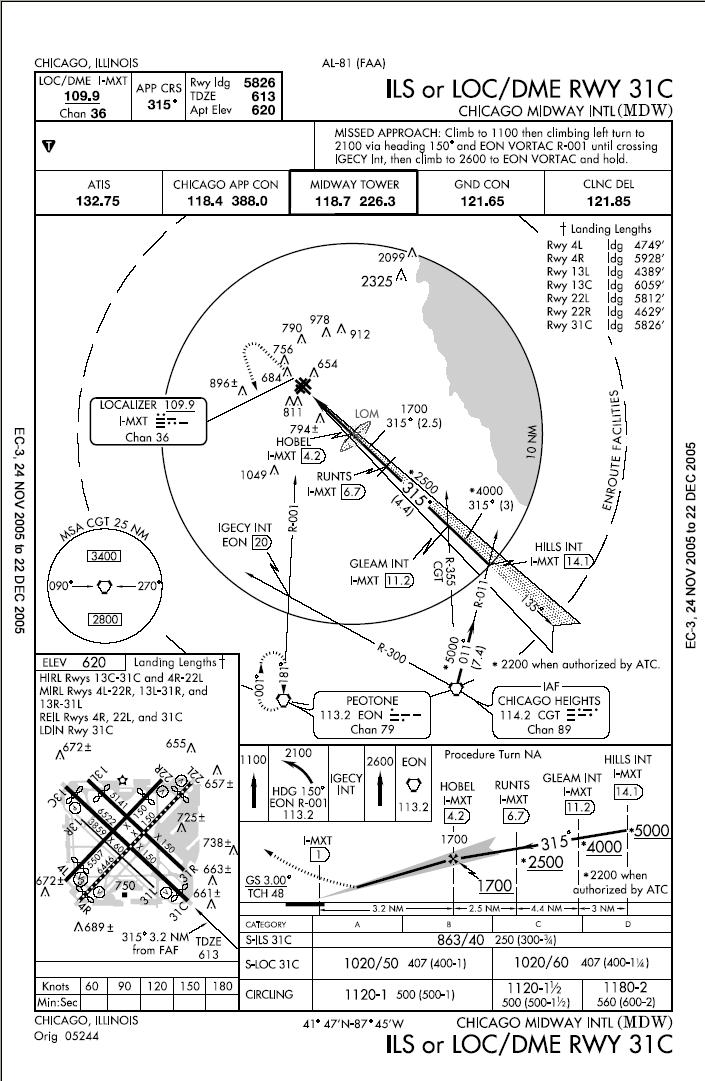
Carta de aproximación del ILS de la pista 31C del Aeropuerto Internacional Midway de Chicago, donde ocurrió el accidente.

Alrededor de las 7:15 p. m. CST, el piloto intentó aterrizar con casi veinte centímetros de nieve en la zona. Los funcionarios del aeropuerto indicaron que la pista estaba despejada de nieve antes del aterrizaje. El último informe meteorológico indicaba vientos de entre este y este-sureste (090°) a 11 nudos (20 km/h; 13 mph).: 1 
Un viento del sureste normalmente favorecería el aterrizaje contra el viento en la pista 13 Centro. El alcance visual en la pista se informó a 4500 pies (1372 m), por debajo de los mínimos de aterrizaje para el sistema de aterrizaje instrumental de aproximación a la pista 13C. La única pista disponible con mínimos más bajos era la dirección opuesta en 31C, que la tripulación seleccionó, con la velocidad respecto al suelo de la aeronave consecuentemente impulsada por el viento de cola.: 2 
El Boeing 737 derrapó durante el aterrizaje y, según testigos, el tren de aterrizaje delantero colapsó. El avión quedó en la avenida Central, justo al sur de la intersección con la calle 55, en la esquina noroeste del aeropuerto.: 4 La intersección estaba llena de tráfico y el avión chocó al menos con tres coches, matando a Joshua Woods, de seis años, hiriendo gravemente a cinco ocupantes de un coche (dos adultos y tres niños) e hiriendo gravemente a cuatro ocupantes de un segundo coche.: 6 Todos fueron trasladados rápidamente a hospitales de la zona. Tres pasajeros de la aeronave fueron trasladados a hospitales con heridas leves. Un total de 12 personas fueron trasladadas a hospitales tras el accidente. Otro vehículo impactado estaba estacionado y desocupado.

## Investigación
La Junta Nacional de Seguridad en el Transporte (NTSB) investigó el accidente. El comisionado del Departamento de Bomberos de Chicago, Cortez Trotter, declaró que la aeronave no sería retirada de la intersección hasta que la NTSB diera su autorización tras la investigación in situ. El morro de la aeronave fue izado sobre un tráiler de plataforma el sábado 10 de diciembre, y el 737 fue remolcado a un hangar para continuar su inspección.
El Boeing 737-7H4 estaba equipado con la última tecnología de frenado y antiderrapaje. El informe señalaba que Southwest había comenzado a utilizar los sistemas de freno automático muy recientemente y que la capacitación de los pilotos sobre su uso correcto había sido insuficiente.
El informe preliminar de la NTSB determinó que la aeronave aterrizó en la zona de aterrizaje de la pista con 4500 pies (1372 m) restantes de su longitud de 6522 pies (1988 m); bajo las condiciones prevalecientes de clima, viento, velocidad y peso, la aeronave necesitaba 5300 pies (1615 m) de pista para detenerse de manera segura. Se encontró que el viento de cola era de ocho nudos y excedía el límite de cinco nudos.
Un aviso preliminar de la NTSB decía:
"El piloto a los mandos (Capitán) declaró que no pudo retirar las palancas de empuje inverso de su posición de retracción. El copiloto, tras varios segundos, se percató de que los inversores de empuje no estaban desplegados y los activó sin problema. La información del registrador de datos de vuelo revela que los inversores de empuje no se desplegaron hasta 18 segundos después del aterrizaje, momento en el que solo quedaban unos 1000 pies (305 m) de pista utilizable". 
Como alternativa, la tripulación podría haber esperado en el aire a que mejorara el tiempo, o haber desviado el vuelo a otro aeropuerto, como el Aeropuerto Internacional O'Hare de Chicago, que contaba con pistas considerablemente más largas a tan solo 10 minutos. Cualquiera de estas opciones habría supuesto un gasto adicional considerable para Southwest, así como la pérdida de conexiones y considerables inconvenientes para los pasajeros. La NTSB identificó la presión psicológica para completar la tarea asignada como uno de los factores que contribuyeron a la decisión de la tripulación de aterrizar en Midway a pesar de las condiciones desfavorables. Las transcripciones de la grabadora de voz de cabina indican que los pilotos estaban preocupados por el tiempo y, antes de aterrizar, hicieron una alusión en broma a la película Airplane!, diciendo: «Elegí un mal día para dejar de esnifar pegamento».
La NTSB descubrió que el controlador del tráfico aéreo informó a los pilotos que el frenado en la primera mitad de la pista fue bueno y deficiente en la segunda. Sin embargo, los investigadores descubrieron que el controlador no proporcionó a los pilotos todos los informes de frenado requeridos, ya que no tuvo en cuenta el tipo de aeronave de cada informe. Una de estas aeronaves era una avioneta que reportó malas condiciones de frenado. Se descubrió que los informes de frenado variaban significativamente según el tipo de aeronave, las condiciones meteorológicas cambiantes, la experiencia del personal, el tipo de equipo utilizado y la hora del informe, por lo que no deben utilizarse como información concluyente sobre el estado de la pista. 
Los pilotos declararon que, según los cálculos introducidos por la tripulación en la computadora de rendimiento de a bordo (OPC), creían que podrían aterrizar y detenerse con seguridad. Sin embargo, los investigadores determinaron que la OPC basó sus márgenes de frenado en dos supuestos: que el viento de cola sería menor de lo que resultó ser y que los inversores de empuje se desplegarían al aterrizar. Se descubrió que los pilotos desconocían estos supuestos y que Southwest no les había proporcionado suficiente entrenamiento recurrente al respecto. Por lo tanto, los pilotos no utilizaron el término crítico de frenado "deficiente" al evaluar el rendimiento del aterrizaje. 
Southwest Airlines tenía una política que obligaba a los pilotos a considerar evaluaciones más críticas de frenado al recibir informes de frenado mixto. Sin embargo, los pilotos del accidente desconocían esta política y, por lo tanto, no la tuvieron en cuenta al evaluar las condiciones de aterrizaje. La NTSB también descubrió que otros tres pilotos de la compañía aterrizaron antes del accidente con los mismos informes de frenado mixto. Al ser entrevistados, los pilotos de la compañía revelaron que ellos tampoco cumplían con la política de frenado mixto o la desconocían. Southwest tampoco había capacitado rutinariamente a sus pilotos sobre el cumplimiento o la comprensión de la política de informes de frenado mixto, y esta no se mencionaba en los manuales de la compañía. 
La NTSB concluyó que, incluso en las malas condiciones de frenado y con viento de cola, el avión podría haberse detenido a tiempo si los pilotos hubieran desplegado los inversores de empuje a tiempo. El examen del sistema inversor no reveló ninguna falla. La NTSB determinó que la causa probable fue que los pilotos no utilizaron el empuje inverso disponible con prontitud para desacelerar o detenerse con seguridad después del aterrizaje, lo que provocó que se salieran de la pista. Esta falla se debió a que la primera experiencia de los pilotos y su desconocimiento del sistema de freno automático del avión les distrajeron del uso del inversor de empuje durante el difícil aterrizaje. 

### Contribuyeron al accidente
- Southwest Airlines no proporcionó a sus pilotos orientación y capacitación claras y consistentes con respecto a las políticas y procedimientos de la compañía relacionados con los cálculos de la distancia de aterrizaje de llegada.
- Programación y diseño de su computadora de desempeño de a bordo, que no presentó información crítica de supuestos a pesar de métodos inconsistentes de evaluación de viento de cola y retroceso.
- Planificar la implementación de nuevos procedimientos de freno automático sin un período de familiarización.
- No incluir un margen de seguridad en la evaluación de llegada para tener en cuenta las incertidumbres operacionales. Contribuyó a la gravedad del accidente la ausencia de un sistema de detención de materiales de ingeniería, que era necesario debido a la zona limitada de seguridad de la pista más allá del extremo de salida de la pista 31C".[1]: xi, 67

## Consecuencias

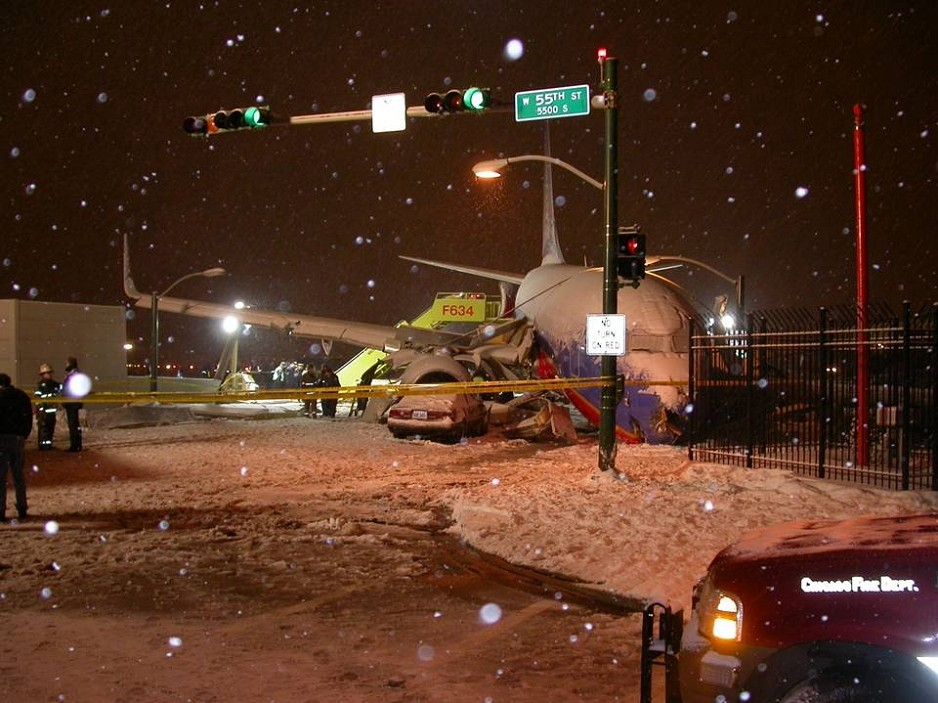
Otro ángulo de las consecuencias del vuelo 1248.

En la actualidad, se recomienda que las nuevas pistas se construyan con un área libre de al menos 1000 pies (305 m) de largo en cada extremo, denominada "área de seguridad de pista", para dejar espacio adicional para que una aeronave que se haya salido de la pista pueda desacelerer y detenerse con relativa seguridad. Dado que Midway se construyó antes de la promulgación de estas normas, no contaba con esta zona de seguridad en el momento del accidente. El accidente reavivó el debate sobre la necesidad y la viabilidad de un sistema de detención de materiales de ingeniería (EMAS) en Chicago Midway, dada la falta de zonas de desbordamiento adecuadas y los barrios residenciales circundantes. Tras el accidente, la ciudad comenzó a adquirir terrenos para una zona de amortiguación alrededor del aeropuerto.En 2007, comenzó la instalación de lechos de detención modificados y de longitud corta. Uno de ellos se completó al final de la pista 31C en el verano de 2007. También se han instalado lechos EMAS al final de las pistas 04R, 13C y 22L.
El accidente ocurrió exactamente 33 años después de que el vuelo 553 de United Airlines, también un Boeing 737, se estrellara mientras se aproximaba al aeropuerto Midway, matando a 45 personas.
Este fue el primer accidente mortal de Southwest Airlines en los 35 años de historia de la compañía. El anterior incidente grave tuvo lugar en el año 2000, cuando el vuelo 1455 de Southwest Airlines se salió de la pista en Burbank, California, dejando 44 heridos y evitando por poco una catástrofe; el avión terminó frente a una gasolinera Chevron.
Como consecuencia directa del accidente, la Administración Federal de Aviación de EE. UU. creó el Comité de Reglamentación de Aviación para la Evaluación del Rendimiento de Despegue y Aterrizaje (TALPA ARC). En 2016, basándose en las recomendaciones de TALPA ARC, la FAA implementó un nuevo Código numérico de Estado de Pista para la comunicación de las condiciones de la pista entre la administración del aeropuerto y las tripulaciones de vuelo.

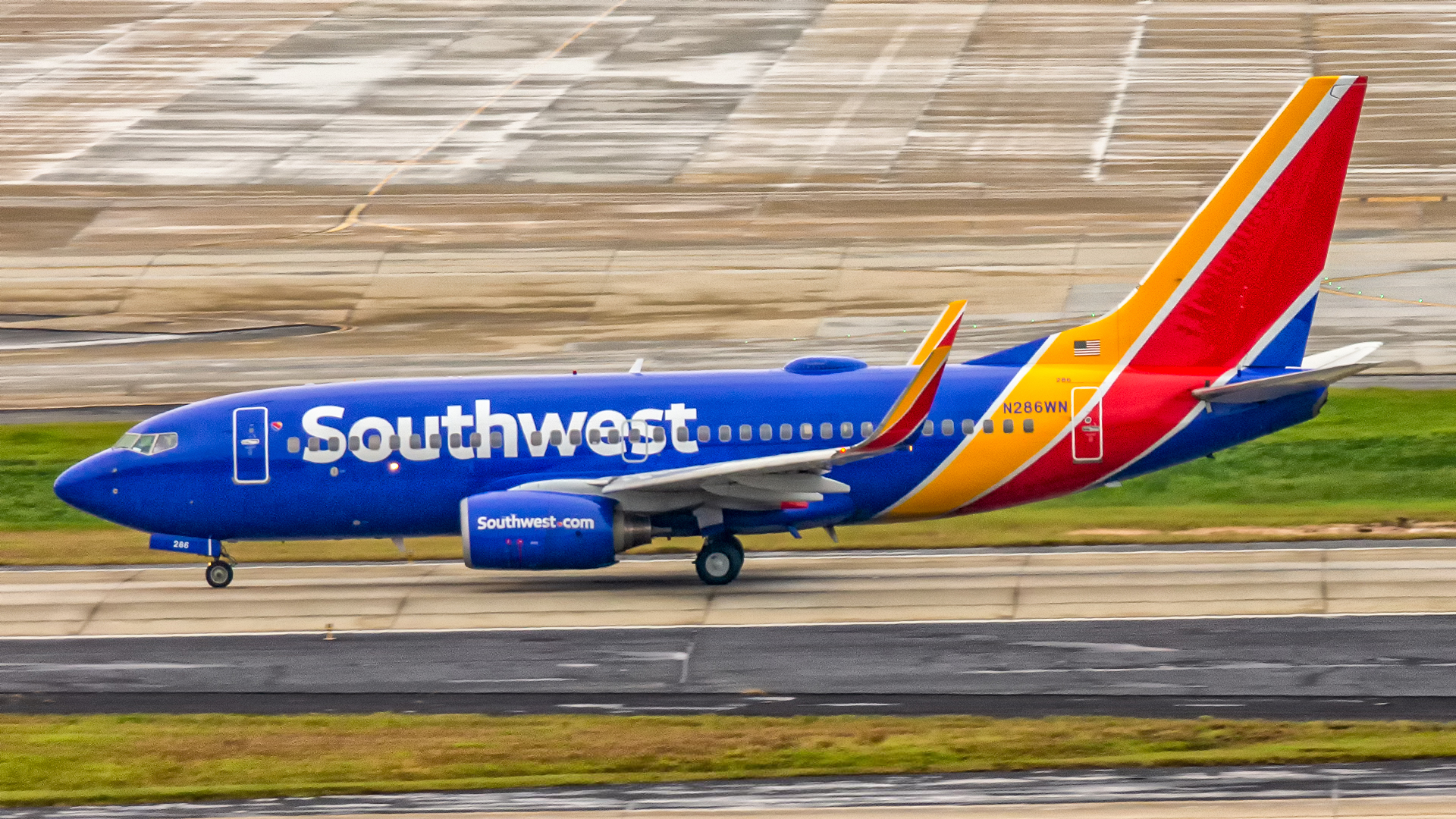
N286WN, ahora con la librea actual de Southwest, fotografiado en octubre de 2021.

Aunque el accidente de Midway mató a una persona en tierra en lugar de a un pasajero o miembro de la tripulación, Southwest siguió la tradición de retirar cualquier número de vuelo involucrado en un accidente fatal; los vuelos de Baltimore a Chicago que salían alrededor de las 3:55 p. m. se designaron como vuelo 1885 hasta que ese número de vuelo se cambió a un vuelo diferente. Southwest también solicitó a la FAAen julio de 2006 que se cambiara el número de cola de la aeronave a N286WN.Después de una larga reparación, el avión salió del hangar Midway de Southwest como N286WN en septiembre de 2006.